# Natashia Williams

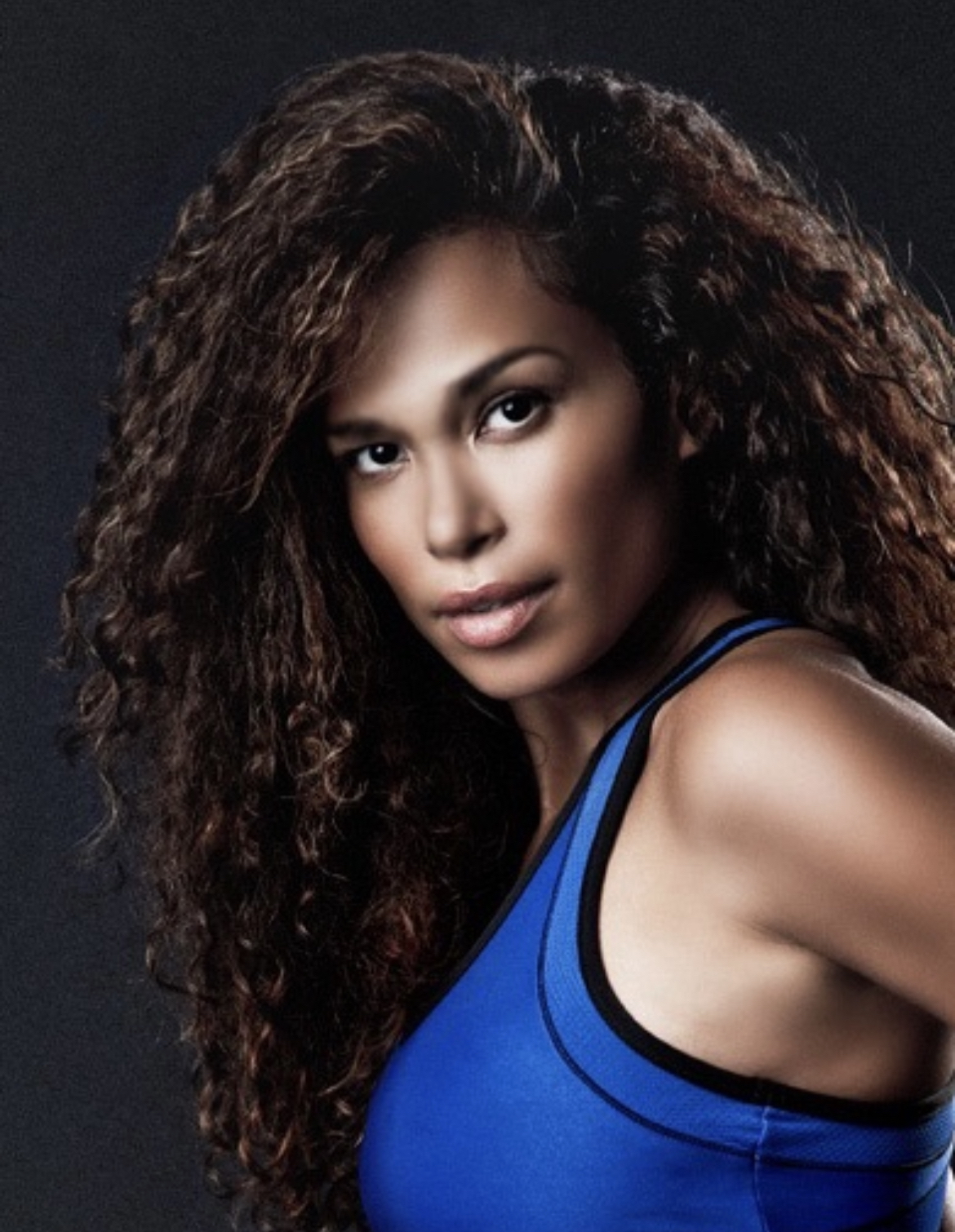
Natashia Williams, 2013

Natashia Williams-Blach (* 2. August 1978 in Pontiac, Illinois) ist eine US-amerikanische Schauspielerin und Musikerin.

## Leben und Leistungen
Williams war zeitweise als Model tätig. Sie debütierte als Schauspielerin in einer Folge der Fernsehserie Saved by the Bell: The New Class aus dem Jahr 1995. In den Jahren 2001 und 2002 war sie in einer größeren Rolle an der Seite von Mary-Kate und Ashley Olsen in der Fernsehserie So Little Time zu sehen. In den Jahren 2002 bis 2004 übernahm sie neben Natasha Henstridge eine der drei Hauptrollen in der Action-Fernsehserie She Spies – Drei Ladies Undercover. Außerdem sang sie den Titelsong einer der Folgen der Serie aus dem Jahr 2004. Im Jahr 2007 trat sie neben Ice-T und Snoop Dogg in der Musik-Fernsehsendung Peep Diss Videos: Season One auf, für die sie das Drehbuch mitschrieb.
Im Jahr 2007 heiratete sie den Fotografen Brevin Blach. Sie hat mit ihm zwei Kinder: Talan (* 2006) und Braden (* 2011).

## Filmografie (Auswahl)
- 1997: Die Playboy-Falle (How to Be a Player)
- 1999: Trippin’
- 2001: Die 10 Regeln der Liebe (Two Can Play That Game)
- 2001–2002: So Little Time (Fernsehserie)
- 2002–2004: She Spies – Drei Ladies Undercover (She Spies, Fernsehserie)
- 2004–2006: Romeo! (Fernsehserie)
- 2007: Smiley Face
- 2010: The Vampire Diaries (Fernsehserie)